# Phaula bullula
Phaula bullula là một loài bọ cánh cứng trong họ Cerambycidae.